# Luiz Rogério Arapiraca
Luiz Rogério Lima Arapiraca (Feira de Santana, 26 de dezembro de 1987) é um nadador brasilleiro.

## Trajetória esportiva
Arapiraca ganhou medalha de ouro nos 1500 metros livre e medalha de bronze no 400 metros livre juvenil B, no Sul-Americano Juvenil de 2005.
Nos Jogos Sul-Americanos de 2006, foi medalha de ouro nos 800 metros livre, nos 1500 metros livres, e bronze nos 4x200 metros livre.
Participou dos Jogos Pan-Americanos de 2007 no Rio de Janeiro, onde foi à final dos 1500 metros livre, terminando em quinto lugar.
Em 2009, no Parque Aquático Maria Lenk, Arapiraca se destacou por quebrar antigos antigos recordes da natação brasileira: o dos 1500 metros livre de Luiz Lima, que vigorava há onze anos, e o dos 800 metros livre de Djan Madruga, que perdurava desde 1980, e que finalmente caiu depois de 29 anos.
No Troféu José Finkel de 2009, bateu o recorde sul-americano do venezuelano Ricardo Monastério, 15min15s05, com a marca de 15min13s13, se tornando o maior fundista sul-americano da atualidade.
Esteve nos Jogos Sul-Americanos de 2010, onde obteve a medalha de ouro nos 1500 metros livre, e a medalha de prata nos 800 metros livre.
Em 3 de maio de 2011 bateu novamente o recorde sul-americano dos 1500 metros livre, com a marca de 15m12s69.
Nos Jogos Pan-Americanos de Guadalajara 2011 ficou em 13º nos 1500 metros livre.
Em 2012 se tornou bicampeão da Travessia dos Fortes; já havia ganho a prova em 2010.
Conquistou vaga para participar da maratona aquática de 5 km no Campeonato Mundial de Esportes Aquáticos de 2013, em Barcelona.
Participou dos Jogos Pan-Americanos de 2015 em Toronto, no Canadá.

### Recordes[16]
Piscina olímpica (50 metros)
- Recordista sul-americano dos 800 metros livre: 7m58s20, obtidos em 9 de maio de 2009[8]
- Ex-recordista sul-americano dos 1500 metros livre: 15m12s69, obtidos em 3 de maio de 2011[12]